# Olivier Martin
 (juillet 2021).
Olivier Beraud Martin (auparavant nommé Olivier Martin), sociologue et statisticien, est professeur de sociologie à la faculté "Sociétés et Humanités" de l'Université Paris Cité. 
Il est membre du Centre de recherche sur les liens sociaux (CERLIS), dont il a été le directeur de 2014 à 2023.
Depuis octobre 2024, il est lauréat de l'Institut Universitaire de France (IUF) pour ses travaux de recherche sur la sociologie et la sociologie historique de la quantification.

## Biographie
Olivier Beraud Martin est ancien élève de l'École nationale de la statistique et de l'administration économique (ENSAE - Institut Polytechnique de Paris), de l'EHESS et de Sciences Po Paris.
Il est membre du Centre de recherche sur les liens sociaux (CERLIS), laboratoire du CNRS, de l'Université Paris Cité (précédemment de l'Université Paris Descartes) et de l'Université Sorbonne Nouvelle. Il a dirigé ce laboratoire de 2014 à 2023.
Ses travaux portent sur la sociologie de la quantification (statistiques et société), la sociologie du monde universitaire, la sociologie des sciences ainsi que la sociologie des pratiques numériques et de leurs usages. En 2023, Olivier Beraud Martin a publié un essai destiné à un large public et défendant la nécessité de se réarmer politiquement face aux chiffres (Chiffre, Anamosa, 2023).
Ses travaux en sociologie de la quantification proposent d'étendre l'analyse sociologie des pratiques de quantification à tous les chiffres, indicateurs et nombres, et ainsi d'élargir les analyses (notamment proposées par Alain Desrosières) consacrées aux statistiques et indicateurs socio-numériques. Il propose d'analyser toute forme de quantification comme la conjugaison de trois registres d'éléments indissociables : des conventions ; des dispositifs techniques ; des pouvoirs.  
Entre novembre 2011 et novembre 2015, il a présidé la section 19 du Conseil national des universités (sociologie, démographie). Il a également été directeur de l'école doctorale, « Sciences humaines et sociales : cultures, individus, sociétés », intégrée aux structures de recherche et de formation de l'université Paris Descartes et associée à la Faculté des sciences humaines et sociales de l'université de la Sorbonne.

## Livres
- La Mesure de l'esprit (1997, L'Harmattan)
- La Sociologie des sciences (2000, Armand Colin)
- L'Enquête et ses méthodes : l'analyse de données quantitatives (2005, 2009, Armand Colin)
- Savoirs et savants (avec Jean-Michel Berthelot et C. Colinet, PUF, 2005)[4],[5]
- La Tentation du corps (avec Dominique Memmi et Dominique Guillo, Editions de l'EHESS, 2009)[6].
- Nouveau manuel de sociologie (avec François de Singly et Christophe Giraud, Armand Colin, 2009).
- Jean-Michel Berthelot. Itinéraires d'un philosophe en sociologie (codirection avec Jean-Christophe Marcel, PUF, 2011)
- Je réussis en socio (avec Emmanuelle Brun et Alexandre Mathieu-Fritz), Armand Colin, 2012)
- L'analyse quantitative des données (2012, 2017, Armand Colin)
- Apprendre la sociologie par l'exemple (2016, avec François de Singly et Christophe Giraud, Armand Colin)
- L'ordinaire d'internet (2016, avec Eric Dagiral, Armand Colin)[7]
- L'Empire des chiffres. Une sociologie de la quantification (2020, Armand Colin, 304 p.) [présentation][8]
- Les liens sociaux numériques (2021, co-dirigé avec Eric Dagiral, Armand Colin) [présentation][9]
- Chiffre (2023, Paris, Anamosa) [présentation].

## Distinctions
- Chevalier des Palmes académiques (promotion du 14 juillet 2009).